# Флейшерит
Флейшерит:
1. Мінерал, основний водний сульфат свинцю і ґерманію. За прізв. амер. мінералога М.Флейшера (M.Fleischer), C.Frondel, H.Strunz, 1960.
2. Зайва назва вюртциту. (J.G.Gagarin, J.R.Cuomo, 1949)

## Опис
Хімічна формула: Pb3Ge2+[(OH)6(SO4)2]•3H2O.
Склад у % (з родов. Цумеб, Намібія): PbO — 63,34; SO3 — 15,06; H2O — 11,56; GeO2 — 8,18.
Домішки: Fe2O3, Ga2O3.
Сингонія гексагональна. Дигексагонально-дипірамідальний вид. Форми виділення: тонкі голчасті кристали, округлі, сферичні аґреґати, нальоти. Густина 4,6. М'який. Колір білий. Блиск шовковистий.

## Розповсюдження
Зустрічається в зоні окиснення свинцевих руд. Рідкісний. Знайдений у родов. Цумеб (Намібія). 
Найстаріши екземпляри оцінюються бути сформованими 541 мільонів  років тому назад.